# Castellana negra

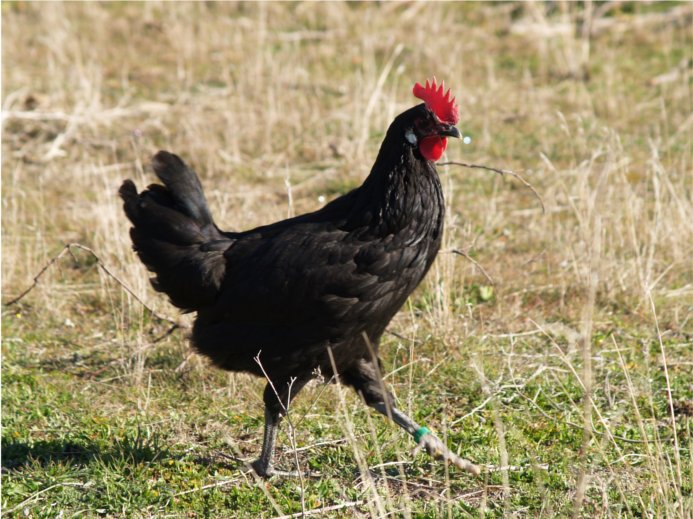
Gallina castellana negra

La castellana negra o gallina castellana negra és una raça espanyola de pollastre domèstic. És una bona raça ponedora, rústica i resistent a les malalties. Abans va ser àmpliament mantinguda i explotada comercialment a Espanya. Des de la invasió de gallines ponedores híbrides comercials i la difusió dels mètodes avícoles de pollastre altament intensius gairebé han desaparegut.

## Història
La castellana negra es creu que va ser introduïda a l'Àndalus pels musulmans, i per aquesta raó se la coneix de vegades com a moruna, de «moro». Era molt estesa en el sud i el centre d'Espanya, però no es coneixia a la part nord de la Península Ibèrica fins a finals del segle xix.
Els pollastres negres eren coneguts en diverses parts del país sota noms regionals com la zamorana a la província de Zamora, la lleonesa a la província de Lleó (totes dues a la comunitat autònoma de Castella i Lleó), l'andalusa negra a Andalusia o la jerezana en la zona de Jerez de la Frontera. No s'ha documentat com es van seleccionar i van unificar els pollastres negres de Castella i Lleó per esdevenir una raça. A partir de finals del segle xix es va considerar així, i el 1926 es va elaborar un estàndard de raça de D. Enrique P. de Villamil; i va ser aprovat el 1930. Després de la introducció de les gàbies en bateria per gallines ponedores i la importació d'híbrids comercials de gallines ponedores, la Castellana Negra va estar a punt de desaparèixer. Va ser inclosa en el programa de conservació de races de gallines autòctones de l'Instituto Nacional de Investigación y Tecnología Agraria y Alimentaria, un institut d'investigació agrària pública, del 1975 al 2010.
Els passos inicials cap a la recuperació de la raça van ser informats en el 1981. La cria es va iniciar amb dues aus identificades a Còrdova, i unes altres deu de Mèrida, a Extremadura. La població total a Espanya en aquest moment es creia que era 150-200 aus. El 2009 hi havia uns centenars d'aus de castellana negra mantinguts per l'Institut Nacional d'Investigació Agrària, i al voltant d'un miler a l'institut agrícola de la Universitat de Valladolid a Sòria. També es va informar de nuclis aïllats de la raça, no tots de raça pura, a Zamora, Lleó i Salamanca a Castella i Lleó, de l'àrea de Toledo a Castella - la Manxa, i d'Andalusia.
La castellana negra no va ser inclosa en la llista oficial de races autòctones espanyoles en el reial decret de 26 desembre de 2008, la qual va establir el programa de conservació de la raça ramadera nacional, però se li va afegir mitjançant un ordre ministerial de data 4 de març de 2010. Un nou estàndard de la raça va ser aprovada el 24 de març de 2010 en una resolució que també va autoritzar associació de criadors, l'Asociación Nacional de Criadores de Gallinas Selectas de Pura Raza Castellana (Associació Nacional de Criadors de Gallines Selectes de Pura Raça Castellana), per mantenir el llibre genealògic de la raça.

## Morfologia
La castellana negra és de tipus mediterrani, d'estructura lleugera i de mida mitjana. Els galls pesen 2,8-3 kg i les gallines uns 2,3 kg. El plomatge és enterament negre, amb lluïssors verdoses metàl·liques. La cresta és única, amb cinc o sis punts ben definits. La cresta, la cara i les barbes són vermelles, els lòbuls de les orelles són blancs. El bec és negre o de color blanc os, i les cames i els peus són de color pissarra fosc.

## Ús
Les gallines castellanes negres comencen a pondre als 4-5 mesos; ponen 200-225 ous blancs per any, amb un pes mitjà d'uns 60 g.